# 前4年
| 千纪： | 前1千纪                                                                                     |
| 世纪： | 前2世纪 \| 前1世纪 \| 1世纪                                                                 |
| 年代： | 前30年代 \| 前20年代 \| 前10年代 \| 前0年代 \| 0年代 \| 10年代 \| 20年代                    |
| 年份： | 前9年 \| 前8年 \| 前7年 \| 前6年 \| 前5年 \| 前4年 \| 前3年 \| 前2年 \| 前1年 \| 1年 \| 2年 |
| 纪年： | 西汉建平三年                                                                                |

## 大事记
- 耶穌基督很可能在本年3月份出生。(約於AD30年被釘死在十字架上)

（大希律王曾下令屠殺新生兒，希律在公元前4年去世，耶穌應在此年或之前出生。）

## 出生
- 孝平皇后王氏，西漢漢平帝皇后，王莽長女。